# Zelzate
Zelzate – miejscowość i gmina (gemeente) w Belgii, w Regionie Flamandzkim, w prowincji Flandria Wschodnia, w okręgu Eeklo.
Zelzate jest podzielone na dwie części kanałem Gandawa-Terneuzen. Obie części połączone są betonowym mostem zwodzonym. Znajdują się tutaj wysypiska odpadów, co powoduje, że jest to obszar o największym zanieczyszczeniu powietrza w Belgii.

## Podział administracyjny
W skład gminy nie wchodzi żadna dzielnica (deelgemeente).

## Demografia
- Źródła: NIS, od 1806 do 1981= według spisu; od 1990 liczba ludności w dniu 1 stycznia

1 stycznia 2024 całkowita populacja Zelzate liczyła 13 704 osoby. Łączna powierzchnia gminy wynosi 13,77 km², co daje gęstość zaludnienia 905 mieszkańców na km².

## Współpraca
Miejscowości partnerskie:
- Aubenas, Francja
- Cesenatico, Włochy
- Delfzijl, Niderlandy (do 2011 r.)
- Schwarzenbek, Niemcy
- Sierre, Szwajcaria